# كيقباد الثالث
كيقباد الثالث وهو علاء الدين كيقباد بن فرامرز بن مسعود الثاني وكان سلطان سلاجقة الروم لفترة وجيزة من الزمن في الفترة ما بين 1298 إلى 1302. كان كيقباد ابن أخت السلطان المخلوع كيكاوس الثاني ويحظى بتأييد التركمان. وكباقي آخر سلاطين السلاجقة خضع لسلطة المغول.
كان أول ظهور له سنة 1283 مطالبًا بعرش السلطنة. اعترفت به ودعمته إمارة قرمان ، لكن هزمه الوزير فخر الدين علي وكيخسرو الثالث. وسعى للجوء إلى مملكة أرمينيا الصغرى والمعلومات غير متوفرة عنه حتى سنة 1298، عندما عينه الخان محمود غازان سلطانًا، فعمل على تطهير إداريي السلطان السابق بأساليب عنيفة، وأصبح لا يحظى بأي شعبية. أعدم بعد زيارة الخان في سنة 1302

## الطريق إلى الزوال
أحكم المغول قبضتهم على بلاد الروم بعد التخلُّص من پروانه، وتولُّوا الإدارة، وشغلوا الوظائف الرئيسيَّة، كما أدخلوا نظامهم المالي في أجهزتها، وضعُف مركز السلطنة، وأرسل الإلخان صاحب ديوانه شمس الدين مُحمَّد الجويني لِيُنظِّم شُؤون البلاد الإداريَّة ويضبط أوضاعها بِإخماد الثورات والفتن المُتفاقمة. وفي سنة 679هـ المُوافقة لِسنة 1280م وفد على البلاط المغولي غِيَاث الدين مسعود بن كيكاوس ابن عم السُلطان كيخسرو بن قلج أرسلان بعد حياةٍ أمضاها في المنفى مُنذُ لُجُوء أبيه إلى القُسطنطينيَّة، فاجتمع بالإلخان أباقا وطلب منهُ أن يمنحهُ بعض بلاد آبائه وأجداده لِيحكُمُها بِشكلٍ مُستقلٍ عن أملاك كيخسرو، فاستجاب لهُ أباقا ومنحهُ سيواس وأرضروم وأرزنجان مُنتهجًا في ذلك نهج أبيه هولاكو في تقسيم السُلطة في بلاد الروم بين السلاطين حتَّى تسهل السيطرة المغوليَّة على البلاد، إلَّا أنَّ كيخسرو رفض مبدأ القسمة، وتحصَّن في أرزنجان، فكان جزاؤه أن سُمِّم، وخلا الجو السياسي لِمسعود الذي عزَّز مركزه وحكم دولة سلاجقة الروم، لكن لم يكن لهُ من الحُكم إلَّا صورته، وخُلع عن عرشه نتيجة ثورة، ونُصِّب مكانه علاء الدین کیقُباد بن فرامُرز، ولم تحدث في عهده أحداث ذات شأن سوى تمرُّدٍ قام على المغول، وانهمك في اللهو واللعب، واشتهر بِمظالمه، ودفع حياته ثمنًا لها.